# Протаси (Росія)
Прота́си (рос. Протасы) — присілок у складі Шабалінського району Кіровської області, Росія. Входить до складу Ленінського міського поселення.
Населення становить 12 осіб (2010, 17 у 2002).
Національний склад станом на 2002 рік — росіяни 100 %.